# مطار الدوادمي
مطار الدوادمي المحلي (إياتا: DWD، إيكاو: OEDW) هو مطار محلي يبعد عن مدينة الدوادمي إحدى مدن منطقة الرياض حوالي 25 كم، أفتتح المطار في عهد الملك فهد بن عبد العزيز آل سعود سنة 2003، وقد روعي في تصميمه احدث وأجود المواصفات العالمية الحديثة، وتبلغ مساحة أرض المطار حوالي 36 كم2.

## خطوط وشركات الطيران
- الخطوط الجوية العربية السعودية (الرياض - جده)